# Sicameira leptoderma
Sicameira leptoderma är en kräftdjursart som beskrevs av Walter Klie 1950. Sicameira leptoderma ingår i släktet Sicameira och familjen Ameiridae. Arten är reproducerande i Sverige. Inga underarter finns listade i Catalogue of Life.